# Bill Cosby
William Henry "Bill" Cosby, Jr. (sinh ngày 12 tháng 6 năm 1937) là một diễn viên hài độc thoại, diễn viên, và nhà văn người Mỹ.
Cosby bắt đầu với thể loại hài độc thoại ở hộp đêm hungry i tại San Francisco và vai diễn trong chương trình truyền hình I Spy những năm 1960. Trong hai mùa đầu tiên của chương trình, ông cũng là một nhân vật thường xuyên trên phim truyền hình The Electric Company dành cho trẻ em.
Sử dụng nhân vật Fat Albert để phát triển sự nghiệp hài độc thoại, Cosby còn đạo diễn, sản xuất và tổ chức các loạt phim truyền hình hoạt hình hài Fat Albert and the Cosby Kids, chạy xuyên suốt từ năm 1972 tới năm 1985, tập trung vào giới trẻ lớn lên trong khu vực đô thị. Trong suốt những năm 1970, Cosby đóng vai chính trong một số bộ phim, thỉnh thoảng trở về với phim ảnh sau này trong sự nghiệp của ông. Sau khi nhập học trường Đại học Temple trong những năm 1960, ông nhận được bằng cử nhân trong năm 1971. Năm 1973, ông nhận bằng thạc sĩ từ Đại học Massachusetts Amherst và đến năm 1976 ông có bằng Tiến sĩ Giáo dục cũng từ UMass. Luận án của ông đã thảo luận việc sử dụng chương trình Fat Albert and the Cosby Kids như một công cụ giảng dạy trong các trường tiểu học.
Đầu thập niên 1980, Cosby sản xuất và đóng vai trong loạt phim hài kịch tình huống The Cosby Show, lên sóng từ 1984 đến 1992, là chương trình hàng đầu tại Hoa Kỳ trong 5 năm, từ 1984 đến 1989. Chương trình giới thiệu về những trải nghiệm và trưởng thành của một gia đình người Mỹ gốc Phi. Cosby sản xuất chương trình hậu truyện A Different World (1987-1993); đóng vai chính trong Cosby (1996-2000); và chủ trì Kids Say the Darndest Things trong hai mùa (1998-2000).
Cosby là chủ đề của nhiều cáo buộc tấn công tình dục từ những năm 2000. Hơn 50 phụ nữ đã cáo buộc ông cưỡng dâm, dùng ma túy để thực hiện cưỡng dâm, bạo hành tình dục và lạm dụng tình dục trẻ em, với những sự cố sớm nhất diễn ra vào giữa thập niên 1960. Ông đã phủ nhận toàn bộ những cáo buộc trên. Nhiều vụ kiện chống lại Cosby đang chờ xử lý và giữ phí phạt tại Montgomery County, Pennsylvania. Ông đầu hàng trước chính quyền vào ngày 30 tháng 12 năm 2015 và được thả với 1 triệu đô-la Mỹ tiền phạt.

## Thời thơ ấu

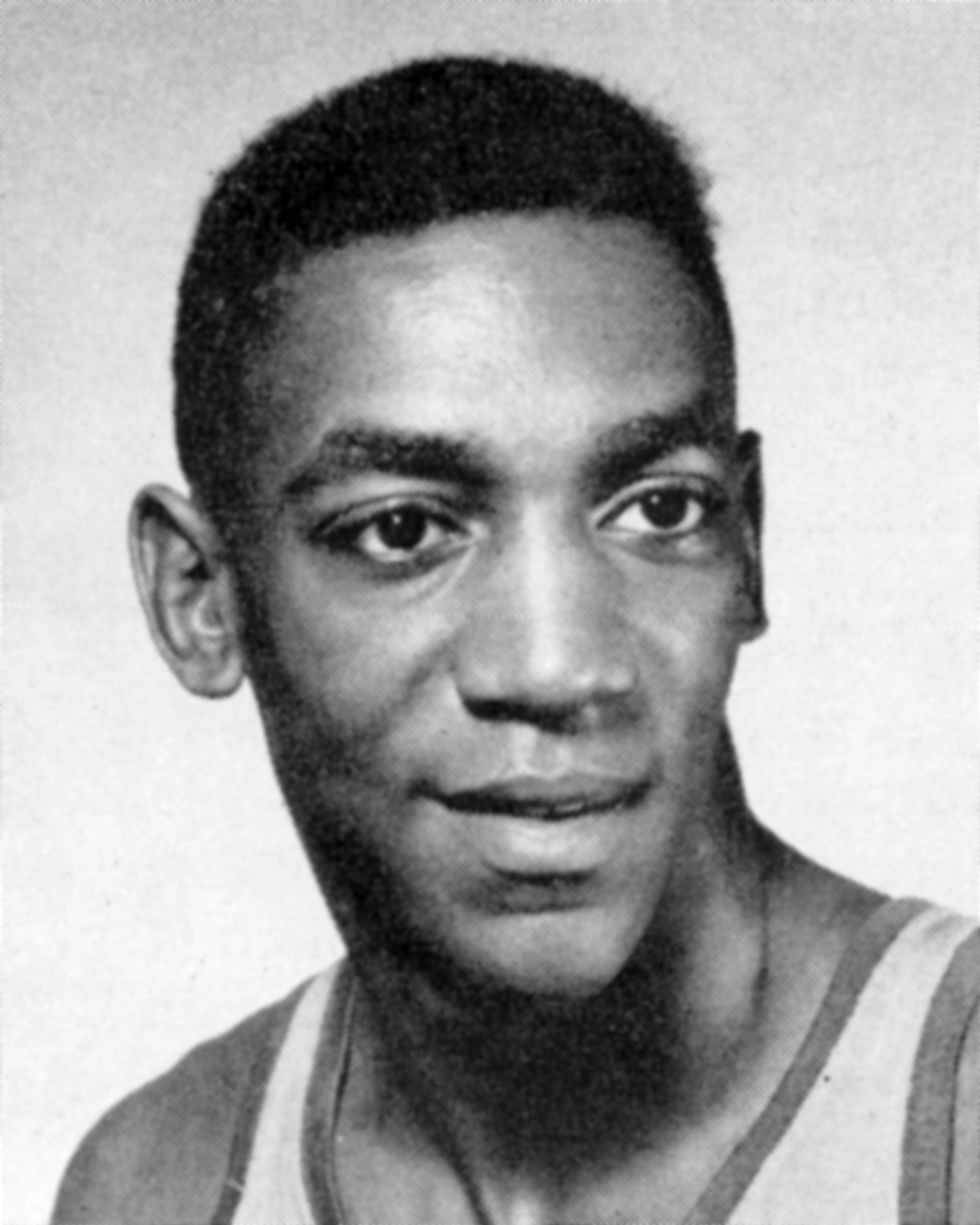
Cosby năm 1957

Cosby sinh ngày 12 tháng 7 năm 1937 tại Philadelphia, Pennsylvania. Ông là một trong bốn người con trai của gia đình bà Anna Pearl (nhũ danh Hite), một người hầu và William Henry Cosby Sr. Lúc còn nhỏ, bố của ông phải xa nhà để gia nhập quân ngũ trong Thế chiến thứ II. Khi đến trường, ông mô tả mình là một chàng hề của lớp. Cosby là thủ lĩnh đội bóng chày kiêm lớp trưởng tại Trường công lập Mary Channing Wister ở Philadelphia. Tại trường Trung học FitzSimons Junior, Cosby bắt đầu diễn kịch và tiếp tục đam mê thể thao.
Cosby đến trường Trung học Central của Philadelphia, nơi ông chơi bóng vồ, bóng bầu dục, bóng chày và chạy điền kinh. Ngoài ra, Cosby còn làm việc trước và sau giờ học, bán sản phẩm, giày dép và kệ tủ tại một siêu thị để giúp đỡ gia đình. Ông chuyển đến Trung học Germantown nhưng không thể vượt quá lớp 10. Thay vì học lại, ông nhận một công việc ở cửa hiệu sửa giày mà ông thích, nhưng không thể tưởng tượng mình làm việc này đến cuối đời.
Năm 1956, Cosby đăng ký đi Hải quân, phục vụ cho Thủy quân lục chiến Base Quantico, Virginia, Naval Station Argentia, Newfoundland và ở Bethesda Naval Hospital, Maryland. Trong 4 năm bôn ba, Cosby làm công việc tại Bệnh viện Corpsman và Thủy quân lục chiến trong thời chiến tranh Triều Tiên. Ông hoàn thành tốt nghiệp thông qua các khóa học tương ứng và được trao một học bổng thể thao tại Đại học Temple của Philadelphia năm 1961. Tại đó, ông học thể thao và chơi cho đội bóng bầu dục của trường. Khi ngày càng tiến bộ trong học tập, ông tiếp tục trau dồi khiếu hài hước, thường trêu đùa với những người bạn của mình. Khi bắt đầu phục vụ tại một quán rượu ở Philadelphia để kiếm tiền, ông nhận biết khả năng hài hước của mình. Sau khi sử dụng nhiều câu chuyện cười với khách hàng và thấy tiền bo tăng dần, ông quyết định bước lên sân khấu.

## Sự nghiệp hài độc thoại
Cosby rời Đại học Temple để theo đuổi sự nghiệp hài kịch, đăng ký nhiều tiết mục độc thoại ở Philadelphia, thành phố New York, nơi ông xuất hiện ở The Gaslight Cafe năm 1962. Ông đặt nhiều tiết mục ở nhiều thành phố như Chicago, Las Vegas, San Francisco, Washington, D.C.. Ông nổi tiếng trên toàn quốc trên chương trình The Tonight Show của NBC vào mùa hè năm 1963, giúp ông giành được một hợp đồng thu âm với Warner Bros. Records, nơi phát hành album đầu tay Bill Cosby Is a Very Funny Fellow...Right! (1964). Album To Russell, My Brother, Whom I Slept With của ông nằm ở vị trí số một trong danh sách "40 album hài vĩ đại nhất" của tạp chí Spin, nơi họ gọi đây là một "kiệt tác của hài kịch độc thoại".
Trong khi nhiều diễn viên hài lúc bấy giờ sử dụng chủ đề sắc tộc và sự tự do còn gây nhiều tranh cãi, Cosby lại nổi tiếng với những trò đùa về tuổi thơ của ông. Khi ngày càng thành công, Cosby phải bảo vệ lựa chọn của mình một cách thường xuyên; "Một người da trắng nghe tiết mục của tôi và bật cười, nghĩ rằng 'Phải, tôi cũng nghĩ như thế'. Được thôi. Tôi là người da màu. Và chúng tôi nhìn nhận nhiều vấn đề theo cùng một cách." Năm 1983, ông phát hành phim Bill Cosby: Himself, được xem là "phim hài diễn xuất vĩ đại nhất". Nhiều diễn viên hài tiếp sau như Jerry Seinfeld gọi Cosby là nhà tiên phong trong hài kịch độc thoại và mở đường cho diễn viên hài trên sóng truyền hình. Cosby trình bày chương trình độc thoại truyền hình đầu tiên trong 30 năm, "Bill Cosby: Far From Finished" trên Comedy Central vào ngày 23 tháng 11 năm 2013.

## Cáo buộc lạm dụng tình dục

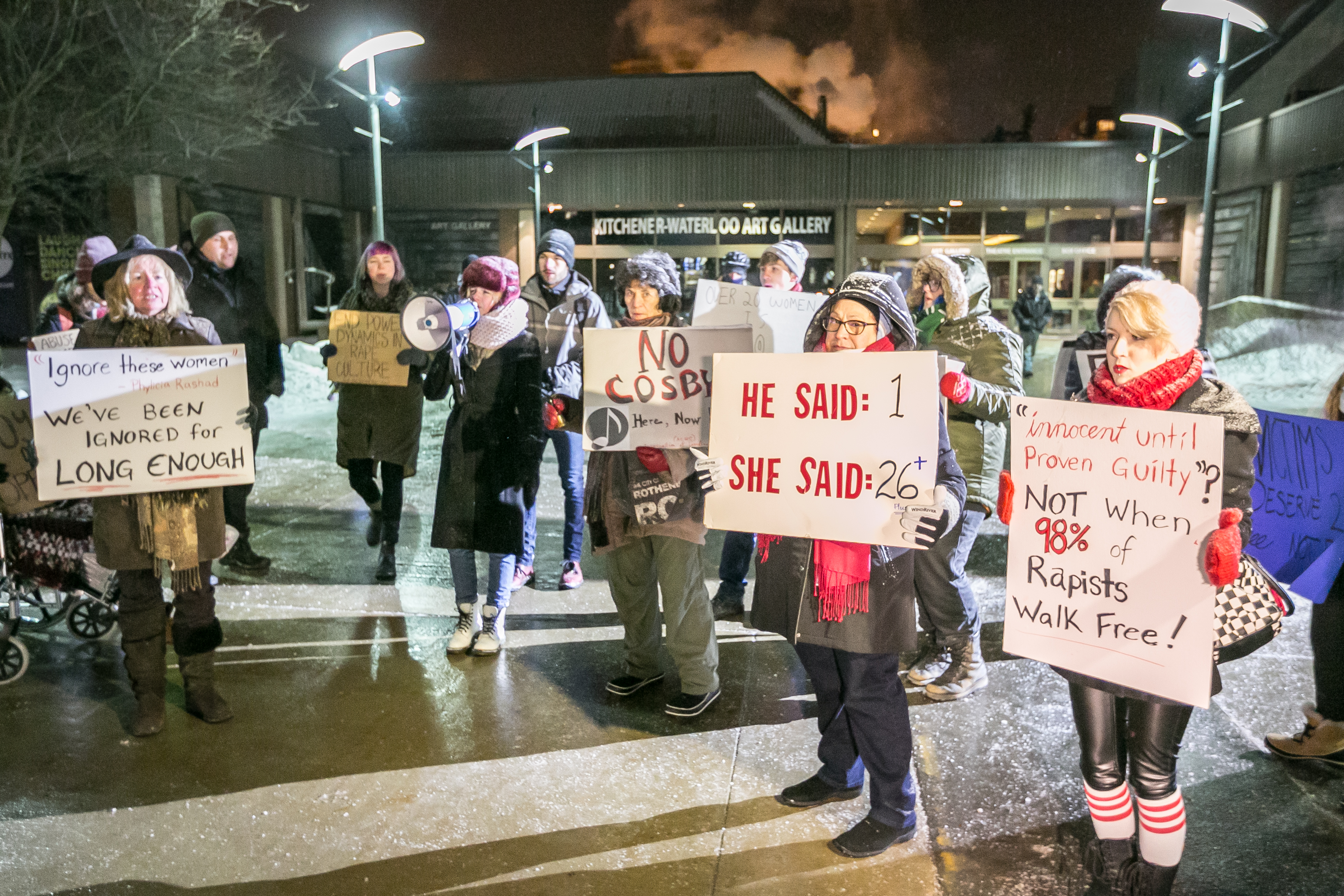
Một cuộc biểu tình chống lại Cosby ở Kitchener, Canada.

Cosby là chủ đề của nhiều cáo buộc tấn công tình dục từ những năm 2000. Hơn 50 phụ nữ đã cáo buộc ông cưỡng dâm, dùng ma túy để thực hiện cưỡng dâm, bạo hành tình dục và lạm dụng tình dục trẻ em, với những sự cố sớm nhất diễn ra vào giữa thập niên 1960. Sự việc trở nên nổi tiếng sau khi một lời cáo buộc chống lại Cosby của diễn viên hài Hannibal Buress lan truyền trên mạng xã hội vào tháng 10 năm 2014. Những sự việc này trải dài từ năm 1965 đến 2008 tại khắp 10 bang Hoa Kỳ và một quận tại Canada.
Cosby liên tục phủ nhận những cáo buộc trên và chưa bị kết án lần nào cho đến ngày 30 tháng 12 năm 2015, khi một thông báo bắt giữ ông được ban hành, dựa trên những lời cáo buộc của Andrea Constand. Vào tháng 12 năm 2014, Cosby trả lời "Tôi không muốn nói về điều đó" khi được hỏi về những cáo buộc này." Cosby từ chối bàn luận công khai về vấn đề này trong nhiều bài phỏng vấn, khẳng định "mọi người không nên nghe những điều đó và trả lời trước những đồn đoán".
Hầu hết những sự việc này diễn ra ngoài thời hiệu tố tụng hình sự, nhưng các vụ kiện dân sự nhắm đến Cosby vẫn xuất hiện. Tính đến tháng 11 năm 2015, 8 vụ kiện dân sự chống lại Cosby được tìm thấy, bao gồm 2 vụ nhắm đến luật sư, vợ và quản lý Camille Cosby của Cosby. Trong một cuộc phỏng vấn tháng 12 năm 2015, Gloria Allred phát biểu mình là người đại diện cho 29 nạn nhân khác. Allred cũng thông báo đã có nhiều nạn nhân khác liên lạc với cô. Vào tháng 7 năm 2015, hồ sơ tòa án từ vụ kiện dân sự của Andrea Constand năm 2005 được niêm phong và phát hành công khai. Cosby khai nhận mình có quan hệ tình dục, bao gồm sử dụng Quaaludes, với một loạt phụ nữ trẻ tuổi, bao gồm lời thừa nhận ma túy bị cấm vào thập niên 1970.
Nhiều tổ chức khen thưởng đã rút lại công nhận liên quan đến Cosby. Lịch phát lại The Cosby Show và những chương trình khác của Cosby bị hủy bỏ tại nhiều tổ chức. Nhiều trường đại học và cao đẳng rút lại bằng danh dự của ông. Vào ngày 30 tháng 12 năm 2015, Cosby bị kết tội quấy rối tình dục ở Pennsylvania và ban hành quyết định bắt giữ. Cosby đến phiên tòa và bị buộc tội. Vào ngày 24 tháng 5 năm 2016, một luật sư tại Pennsylvania kết luận có đủ bằng chứng để chuyển sang xét xử. Cosby vẫn còn tự do nhờ số tiền phạt 1 triệu đô-la Mỹ.

## Đời tư
Cosby kết hôn với Camille Olivia Hanks ngày 25 tháng 1 năm 1964. Họ có năm người con, Erika, Erinn, Ensa, Evin và Ennis. Người con trai duy nhất của họ, Ennis, bị ám sát ngày 16 tháng 1 năm 1997, trong lúc thay bánh xe tại Interstate 405, Los Angeles. Nhà Cosby có ba người cháu.
Cosby là người theo đạo Tin Lành. Ông vẫn ở nhà tại Shelburne, Massachusetts và Cheltenham, Pennsylvania.
Cosby chủ trì Playboy Jazz Festival ở Los Angeles kể từ 1979. Nổi tiếng là tay trống jazz, ông còn có thể chơi guitar bas với Jerry Lewis và Sammy Davis, Jr. trên chương trình của Hugh Hefner vào những năm 1970. Câu chuyện của ông, "The Regular Way", xuất hiện trên Playboy số tháng 12 năm 1968 issu. Cosby trở thành một thành viên tích cực của The Jazz Foundation of America từ năm 2004. Ông chủ trì cho chương trình trong nhiều năm, bao gồm đêm nhạc từ thiện A Great Night in Harlem, diễn ra ở Apollo Theater tại New York.

## Tổng quan sự nghiệp

### Danh sách đĩa nhạc

#### Album hài
- Bill Cosby Is a Very Funny Fellow...Right! (1963)
- I Started Out as a Child (1964)
- Why Is There Air? (1965)
- Wonderfulness (1966)
- Revenge (1967)
- To Russell, My Brother, Whom I Slept With (1968)
- 200 M.P.H. (1968)
- 8:15 12:15 (1969)
- It's True! It's True! (1969)
- Sports (1969)
- Live: Madison Square Garden Center (1970)
- When I Was a Kid (1971)
- For Adults Only (1971)
- Bill Cosby Talks to Kids About Drugs (1971)
- Inside the Mind of Bill Cosby (1972)
- Fat Albert (1973)
- My Father Confused Me... What Must I Do? What Must I Do? (1977)
- Bill's Best Friend (1978)
- Bill Cosby: Himself (1982)
- Those of You with or Without Children, You'll Understand (1986)
- Oh, Baby! (1991)
- Bill Cosby: Far from Finished (lên sóng ngày 23 tháng 11 năm 2013, phát hành định dạng Blu-ray, DVD, CD và kỹ thuật số ngày 26 tháng 11 năm 2013)[47]

#### Album nhạc
- Silver Throat: Bill Cosby Sings (1967)
- Bill Cosby Sings Hooray for the Salvation Army Band! (1968)
- Badfoot Brown & the Bunions Bradford Funeral & Marching Band (1971)
- Charles Mingus and Friends in Concert – As master of ceremonies (Columbia, 1972)
- Bill Cosby Presents Badfoot Brown & the Bunions Bradford Funeral Marching Band (1972)
- At Last Bill Cosby Really Sings (1974)
- Bill Cosby Is Not Himself These Days (1976)
- Disco Bill (1977)
- Where You Lay Your Head (1990)
- My Appreciation (1991)
- Hello Friend: To Ennis, With Love (1997)
- Quincy Jones & Bill Cosby – The Original Jam Sessions 1969 (2004)
- Quincy Jones & Bill Cosby – The New Mixes Vol. 1 (2004)
- State of Emergency (2009)
- Keep Standing (2010)

### Sự nghiệp điện ảnh
| Năm       | Tựa đề                         | Vai                                          | Ghi chú                               |
| --------- | ------------------------------ | -------------------------------------------- | ------------------------------------- |
| 1965–1968 | I Spy                          | Alexander Scott                              | Chương trình truyền hình              |
| 1969      | Bob & Carol & Ted & Alice      | Patron at nightclub (không ghi nhận)         |                                       |
| 1969      | Hey, Hey, Hey, It's Fat Albert | Bill / Fat Albert / Dumb Donald (lồng tiếng) | Chương trình truyền hình              |
| 1969–1971 | The Bill Cosby Show            | Chet Kincaid                                 | Chương trình truyền hình              |
| 1971–1973 | The Electric Company           | Hank                                         | Chương trình truyền hình              |
| 1971      | Man and Boy                    | Caleb Revers                                 | Phim truyền hình                      |
| 1971      | Aesop's Fables                 | Aesop                                        |                                       |
| 1972      | The New Bill Cosby Show        | Chủ trì                                      | Chương trình truyền hình              |
| 1972–1985 | Fat Albert and the Cosby Kids  | "Fat" Albert Jackson (lồng tiếng)            | Chương trình truyền hình              |
| 1972      | To All My Friends on Shore     | Blue                                         | Chương trình truyền hình              |
| 1972      | Hickey & Boggs                 | Al Hickey                                    |                                       |
| 1974      | Uptown Saturday Night          | Wardell Franklin                             |                                       |
| 1974      | Journey Back to Oz             | The Wizard of Oz                             | Chương trình truyền hình              |
| 1975      | Let's Do It Again              | Billy Foster                                 |                                       |
| 1976      | Cos                            | Chủ trì                                      | Chương trình truyền hình              |
| 1976      | Mother, Jugs & Speed           | Mother                                       |                                       |
| 1977      | A Piece of the Action          | Dave Anderson                                |                                       |
| 1978      | Top Secret                     | Aaron Strickland                             | Chương trình truyền hình              |
| 1978      | California Suite               | Dr. Willis Panama                            |                                       |
| 1981      | The Devil and Max Devlin       | Barney Satin                                 |                                       |
| 1984–1992 | The Cosby Show                 | Dr. Heathcliff "Cliff" Huxtable              | Chương trình truyền hình              |
| 1987      | Leonard Part 6                 | Leonard Parker                               | Sản xuất và biên kịch                 |
| 1987      | Bill Cosby:49                  | Chính ông                                    | Hài kịch trực tiếp, phát hành qua VHS |
| 1987      | A Different World              | Dr. Heathcliff "Cliff" Huxtable              | Chương trình truyền hình              |
| 1990      | Ghost Dad                      | Elliot Hopper                                |                                       |
| 1992–1993 | You Bet Your Life              | Chủ trì                                      | Chương trình truyền hình              |
| 1993      | The Meteor Man                 | Marvin                                       |                                       |
| 1994      | The Cosby Mysteries            | Guy Hanks                                    | Chương trình truyền hình              |
| 1994–1995 | The Cosby Mysteries            | Guy Hanks                                    | Chương trình truyền hình              |
| 1994      | I Spy Returns                  | Alexander Scott                              | Chương trình truyền hình              |
| 1996      | Jack                           | Lawrence Woodruff                            |                                       |
| 1996–2000 | Cosby                          | Hilton Lucas                                 | Chương trình truyền hình              |
| 1998–2000 | Kids Say the Darndest Things   | Chủ trì                                      | Chương trình truyền hình              |
| 1999–2004 | Little Bill                    | Captain Brainstorm (chủ trì)                 | Chương trình truyền hình              |
| 2002      | Sylvia's Path                  | Lồng tiếng                                   | Chương trình truyền hình              |
| 2003      | Baadasssss!                    | Chính ông                                    |                                       |
| 2004      | Fat Albert                     | Chính ông                                    |                                       |
| 2009–2011 | OBKB                           | Chính ông                                    |                                       |
| 2014      | Bill Cosby 77                  | Chính ông                                    |                                       |

### Sách
- Cosby, Bill (1986). Fatherhood. New York: Doubleday. ISBN 978-0-385-23410-8. OCLC 15686687.
- Cosby, Bill (1987). Time Flies. New York: Doubleday. ISBN 978-0-385-24040-6. OCLC 16081611.
- Cosby, Bill (1989). Love and Marriage. New York: Doubleday. ISBN 978-0-385-24664-4. OCLC 18984758.
- Cosby, Bill (1991). Childhood. New York: Putnam. ISBN 978-0-399-13647-4. OCLC 23650310.
- Cosby, Bill (1998). Kids Say the Darndest Things. New York: Bantam Books. ISBN 978-0-553-11043-2. OCLC 39498709.
- Cosby, Bill (1999). Congratulations! Now What?: A Book for Graduates. New York: Hyperion. ISBN 978-0-7868-6572-7. OCLC 40979923.
- Allen, Dwight William; Cosby, Bill (2000). American Schools: The $100 Billion Challenge. New York: IPublish.com. ISBN 978-0-7595-5000-1. OCLC 48915448.
- Cosby, Bill; Booth, George (2001). Cosbyology: Essays and Observations from the Doctor of Comedy. New York: Hyperion. ISBN 978-0-7868-6810-0. OCLC 46359836.
- Cosby, Bill (2003). I Am What I Ate... and I'm Frightened!!!: And Other Digressions from the Doctor of Comedy. New York: HarperEntertainment. ISBN 978-0-06-054573-4. OCLC 52387894.
- Cosby, Bill; Cosby, Erika (2003). Friends of a Feather: One of Life's Little Fables. New York: Harper Entertainment. ISBN 978-0-06-009147-7. OCLC 52206847.
- Cosby, Bill; Poussaint, Alvin F. (2007). Come on, People: On the Path from Victims to Victors. Nashville: Thomas Nelson. ISBN 978-1-59555-092-7. OCLC 153581209.
- Cosby, Bill (2011). I Didn't Ask to Be Born (But I'm Glad I Was). New York: Center Street. ISBN 978-0-89296-920-3. OCLC 707964887.